# Gene Moore
Eugene Wilbert „Gene” Moore (ur. 29 lipca 1945 w Saint Louis) – amerykański koszykarz, występujący na pozycjach silnego skrzydłowego oraz środkowego.
Jest rekordzistą ABA w największej liczbie fauli, uzyskanych w trakcie jednego sezonu (382 – 1969–70), w całej karierze (1348) oraz w liczbie dyskwalifikacji w karierze (43).

## Osiągnięcia
ABA
- Wicemistrz ABA (1972)[2]
- Uczestnik meczu gwiazd ABA (1970)[3]
- Zaliczony do I składu debiutantów ABA (1969)[4]
- 2-krotny lider ABA w liczbie fauli (1970 – 382, 1973 – 369)[3][5]